# Cryptandra polyclada
Cryptandra polyclada là một loài thực vật có hoa trong họ Táo. Loài này được Diels mô tả khoa học đầu tiên năm 1904.